# Bang Bang Baby (série télévisée)
Bang Bang Baby est une série télévisée italienne créée par Andrea Di Stefano, diffusée depuis le 28 avril 2022 sur Prime Video.

## Synopsis
En 1986, dans une petite ville en Vénétie, Alice rejoint l'univers du crime milanais pour retrouver son père qu'elle croyait mort jusque là.

## Distribution
- Adrianna Becheroni (VF : Lola Nédélian) : Alice Barone
- Adriano Giannini (VF : François Raison) : Santo Maria Barone
- Dora Romano (VF : Annie Le Youdec) : Guendalina « Lina » Barone
- Antonio Gerardi (VF : Florian Wormser) : Nereo Ferraù
- Giuseppe De Domenico : Rocco Cosentine
- Giorgia Arena (VF : Victoria Grosbois) : Assunta Ferraù
- Lucia Mascino (VF : Marie Diot) : Gabriella Giammatteo

 Source et légende : version française (VF) sur RS Doublage et carton de doublage français.

## Épisodes
1. La mort, c'est pas marrant
2. Les Barone
3. Un cœur bionique
4. Un tour du destin
5. Game Over
6. L'incroyable Alice
7. Boom !
8. Une drôle de dame
9. Faire le bon choix
10. Bang ! Bang !